# Sinkó Zoltán (író)
Sinkó Zoltán (Kolozsvár, 1938. március 19. – Veszprém, 2002. október 19.) író, szerkesztő, humorista.

## Életpályája
1954-ben érettségizett szülővárosában, majd a Babeș–Bolyai Tudományegyetem bölcsészkarán szerzett magyar szakos tanári 
oklevelet 1960-ban. Két évet tanított Diósadon, 1963-tól két éven át szellemi szabadfoglalkozású volt.
1965-től a kolozsvári Igazságot szerkesztette. 1990-ben áttelepült Magyarországra, s itt a Veszprémi Naplót szerkesztette. 2000-ben az Utunk szilveszteri különszámainak egybegyűjtött kiadása – Bajor Andor: Ütünk című kötete – Kvári Sinkó Zoltán előszavával és Dávid Gyula gondozásában jelent meg Kolozsváron.

## Munkássága
Forráskötete Bajor Andor „rangot adó” (Kántor Lajos) előszavával jelent meg. Humoreszkeket közölt az Utunk, Előre, Új Élet, Dolgozó Nő, Ifjúmunkás hasábjain. Négylábú kacsa című bohózatát a kolozsvári Állami Magyar Színház mutatta be 1974-ben. Kabaréműsorait a kolozsvári, nagyváradi és temesvári színpadokon játszották, 1990-ben a Kossuth Rádió közvetítette szerzői estjét Mindenki jó, a legjobb otthon címmel.
Írói álnevei: Judik Tamás, Kvári Sinkó Zoltán (a Veszprémi Naplóban).

### Művei
- Kölcsönkönyv (humoreszkek, paródiák, Bukarest, 1965, Forrás sorozat)
- Ravasz szavak (humoreszkek, Bukarest, 1968)
- Ortopéd kalap (Kolozsvár, 1970)
- Lik a légben. Humoreszkek, jelenetek; Dacia, Kolozsvár, 1973
- Ha a kaktusz kivirágzik (Kolozsvár, 1978)
- Abrak az agynak (humoreszkek, Veszprém, 1998).